# 许国璋 (教育家)

许国璋

许国璋（1915年11月25日—1994年9月11日），男，浙江海宁人，中国英语教育家、语言学家。

## 生平
1915年11月25日出生于浙江省海宁市，1927年考取嘉兴秀州中学初中，在1934年以全校第一身份毕业于苏州东吴大学附属中学（现为苏州中学前身之一），后考入上海交通大学，主修管理学。1936年9月，许转入清华大学，就读于外文系二年级。抗战爆发后，他随校转入西南联大学习，先后从师燕卜荪和钱锺书。1939年毕业于清华大学外文系，后任教于上海交通大学和复旦大学。
1947年，许赴英国留学，先后就读于伦敦大学和牛津大学，主攻英国文学。1949年10月，许从英国回国。其后，许执教于北京外国语大学。1957年，许加入中国共产党。1960年代，许的主攻方向转向语言教学领域，1963年出版《许国璋英语》，成为其后数十年中中国英语教学的经典教材。
文革中，许一度遭到批判。平反后，许任北外外语研究所所长，主编《中国大百科全书》的语言学部分，并撰写了《许国璋论语言》一书。
1994年9月11日，许因心肌梗塞病逝于北京家中。

## 许国璋英语
2009年，《许国璋英语》入选中国图书商报社和中国出版科学研究所联合主办评选的“新中国60年中国最具影响力的600本书”。